# Dôme de Rochefort
Der Dôme de Rochefort ist mit 4015 m der höchste Gipfel der Arête de Rochefort im Massiv der Grandes Jorasses. Er liegt auf der Grenze zwischen Frankreich und Italien in der Mont-Blanc-Gruppe. Die Erstbesteigung erfolgte am 12. August 1881 durch J. Eccles, Alphonse und Michel-Clément Payot.
Bewertet werden die Gesamt-Schwierigkeiten heute mit Ziemlich schwierig (ZS) und beim Klettern mit II.